# Genesi(s)
Genesi[s] es el segundo álbum de estudio de la banda estadounidense de metalcore Woe, Is Me. Fue lanzado el 20 de noviembre de 2012 a través de Rise Records y fue producido por Cameron Mizell. Es el primer álbum que presenta a Doriano Magliano, Hance Alligood, Brian Medley y Andrew Paiano (anteriormente de Abandon All Ships), y el último álbum que presenta a Austin Thornton en la batería antes de su reunión en 2022. Genesi[s] es conocido por ser el primer álbum de la banda desde la salidas de los miembros originales Michael Bohn, Tyler Carter, Cory y Ben Ferris, y Tim Sherrill.

## Antecedentes y promoción
En junio, Woe, Is Me entró al estudio para grabar su segundo álbum, titulado Genesi[s]. La banda dedicó dos meses a grabar y producir el álbum, y lo terminó a mediados de septiembre. La banda declaró que, durante la grabación, el ordenador del baterista Austin Thornton falló y tuvieron que volver a empezar la preproducción. "Genesi[s]" estaba previsto para el 12 de octubre de 2012. En la página web "thearteryfoundation.com" se confirmaron cuatro canciones y el título del álbum. La canción "A Story to Tell" tiene una letra que comparte el nombre de la gira TYSWGYAR. La letra dice: "No tienes la agallas que todos creen, así que adelante, di lo que quieras. Te daré una razón". El título del álbum, "Genesis", simboliza un nuevo comienzo para la banda. 
El primer sencillo, "I've Told You Once", se lanzó el 2 de octubre de 2012 y debutó en el número 4 de las listas de éxitos de rock de iTunes. 
El segundo sencillo, «A Story to Tell», se lanzó en YouTube el 23 de octubre. El cantante Hance Alligood anunció que lanzaría un sencillo más antes de lanzar el álbum completo, pero esto no se materializó.

## Lista de canciones
| N.º | Título                                                                   | Duración |  |
| 1.  | «D-Day»                                                                  | 0:35     |  |
| 2.  | «F.Y.I.»                                                                 | 2:22     |  |
| 3.  | «A Story to Tell»                                                        | 3:37     |  |
| 4.  | «With Our Friend[s] Behind Us» (con Caleb Shomo de Beartooth)            | 3:55     |  |
| 5.  | «Nothing Left to Lose»                                                   | 3:15     |  |
| 6.  | «The Walking Dead» (con Matty Mullins de Memphis May Fire)               | 3:49     |  |
| 7.  | «I Came, I Saw, I Conquered»                                             | 2:10     |  |
| 8.  | «Call It Like You See It»                                                | 2:01     |  |
| 9.  | «I've Told You Once»                                                     | 4:13     |  |
| 10. | «Family First»                                                           | 3:14     |  |
| 11. | «Nothing Left to Lose (acústico)» (con Cameron Mizell de Time Traveller) | 2:06     |  |

## Personal
Woe, Is Me
- Doriano Magliano – voz gutural
- Hance Alligood – voz clara
- Andrew Paiano – guitarra principal
- Kevin Hanson – guitarra rítmica
- Brian Medley – bajo
- Austin Thornton – batería, programación, teclados

Músicos adicionales
- Caleb Shomo: voz (pista 4).
- Matty Mullins: voz (pista 6).
- Cameron Mizell : voz (pista 11) y producción.